# Salpis rubens
Salpis rubens là một loài bướm đêm trong họ Geometridae.